# Canfranc
Canfranc ist ein spanischer Ort in den Pyrenäen an der Grenze zu Frankreich. Es liegt im Tal des Aragón südlich des Somportpasses in der Provinz Huesca der Autonomen Gemeinschaft Aragonien.
Canfranc ist auch der Hauptort des gleichnamigen Municipio und besteht aus zwei Teilen: dem ursprünglichen Canfranc, auch Canfranc Pueblo oder Canfranc Quemado genannt, und dem vier Kilometer talaufwärts gelegenen größeren Canfranc Estación. Canfranc liegt am aragonesischen Zweig des Jakobswegs.

## Geschichte
Canfranc entstand im Mittelalter als Grenzstation. Den Namen Campus Francus (etwa: Freies Feld) soll es aufgrund der Aufgabe für seine Bewohner erhalten haben, den Weg für Reisende und Pilger stets frei von Hindernissen zu halten. Beim Brand von 1944 wurden die historischen Zeugnisse des Ortes weitgehend zerstört. Zu diesem Zeitpunkt war mit der Siedlung um den Bahnhof Canfranc schon das „neue“ Canfranc entstanden. Dessen Kernstück war der internationale Bahnhof. Zwar zeigte er sich bald als zu optimistisch geplant und wurde nach Einstellung der Bahnlinie in Richtung Pau nur noch sehr wenig genutzt, bescherte dem Ort aber bis heute eine bizarre Berühmtheit.
Mit der Entstehung des Ski- und Wandertourismus in den Pyrenäen erwachte der Ort wieder, die Skigebiete Astún und Candanchú werden von hier aus mit Bussen bedient.
Bis zur Einführung des EU-Binnenmarktes versorgten die hiesigen Geschäfte französische Einkaufstouristen mit preiswerten Spirituosen.
Um die Jahrtausendwende wurde der Somport-Straßentunnel eingeweiht, der parallel zum alten Eisenbahntunnel verläuft. Seit 2006 wird an der Restaurierung des Bahnhofs gearbeitet. Die Wiederaufnahme des Zugverkehrs nach Pau durch die SNCF ist für das Jahr 2025 geplant.

## Sehenswürdigkeiten

### Canfranc Pueblo

#### Hospital de Santa Cristina
Unweit der Pfarrkirche in Dorfmitte befand sich ein im 12. Jahrhundert gegründetes Pilgerhospiz, dessen Reste nicht mehr zu besichtigen sind. 

#### Iglesia de la Trinidad
Ein beliebtes Fotomotiv sind die Ruinen der Dreifaltigkeitskirche (Iglesia de la Trinidad) aus dem 16. Jahrhundert am südlichen Ortsausgang. Erhalten geblieben sind vor allem das Presbyterium und die Renaissance-Fassade der Kapelle unter dem Turm.

#### Puente de los Peregrinos
Unweit der Dreifaltigkeitskirche ist eine sehr gut erhaltene alte Bogenbrücke zu sehen.

#### Castillo de Canfranc
Oberhalb des Dorfes wurden in den Jahren 2004 bis 2007 Reste einer Burg aus dem 16. Jahrhundert ausgegraben.

### Canfranc Estación

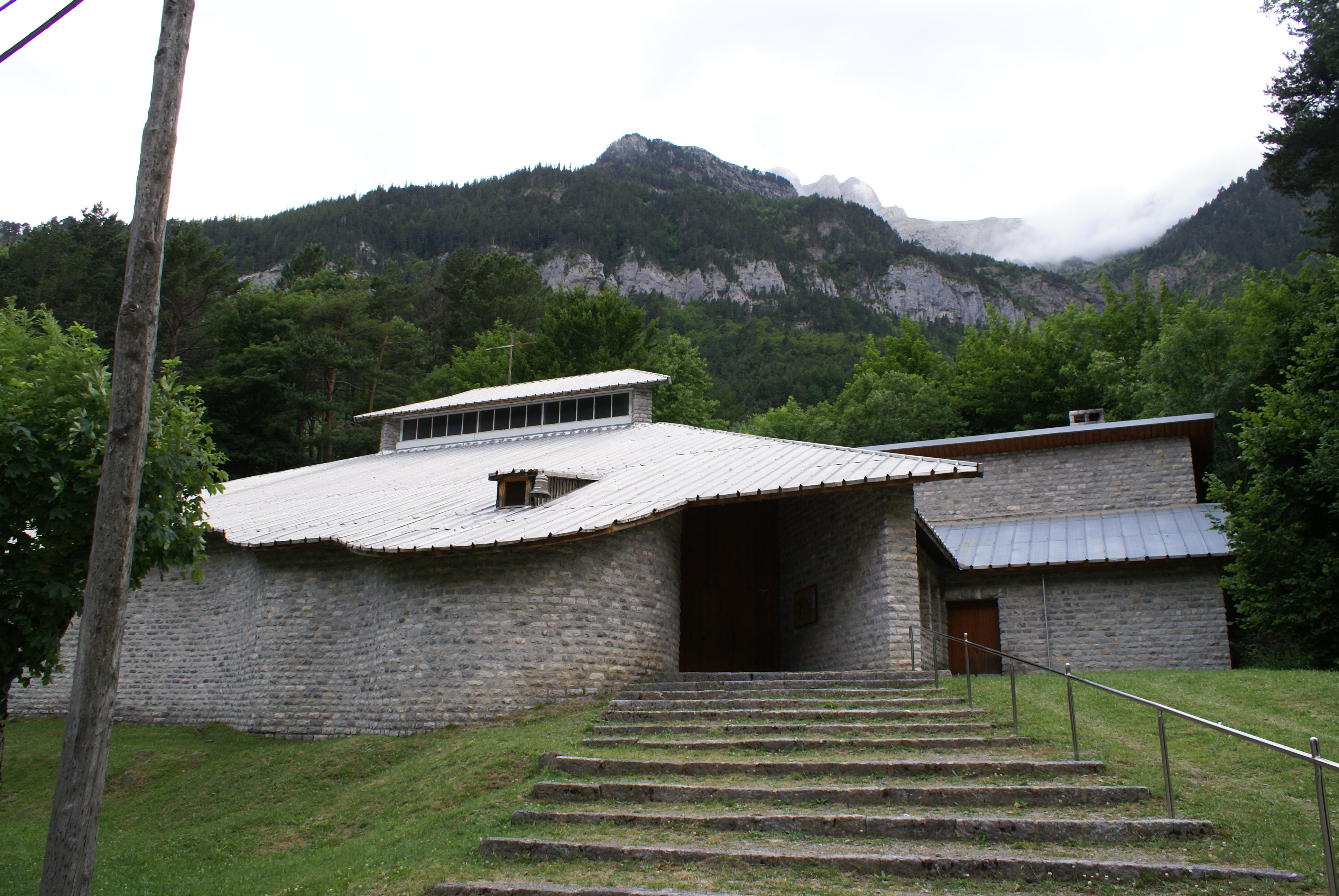
Pfarrkirche Nuestra Señora del Pilar in Canfranc-Estación

#### Torreta de Fusilería
Als im 19. Jahrhundert Frankreich eine neue Straße zum Somport baute, die zudem noch mit der Festung von Portalet gut zu verteidigen war, entschloss man sich auf spanischer Seite, neue Verteidigungsanlagen gegen eine mögliche französische Intervention zu errichten. Eine ist die südlich des Ortsausgang auf einem kleinen Felsvorsprung gelegene Torreta de Fusilería. Der von einem Graben umgebene Bau wirkt mittelalterlich. Auf vier Etagen bot er Platz für 25 Personen, neben einem Amtsraum gab es Küche, Krankenstube, Verlies und Brennholzlager.
Mitte der 1990er Jahre sollte die Torreta dem Neubau der spanischen Bundesstraße N-330 weichen. Die Bürger des Ortes verhinderten den Abriss. Nach der anschließenden Rekonstruktion dient es als Museum und Informationszentrum für den Bau des Somport-Straßentunnels.

#### Somport-Straßentunnel
Am Ortsausgang befindet sich der Eingang des Somport-Straßentunnels. Ab Anfang der 1990er Jahre wurde dieser Tunnel parallel zum alten Eisenbahntunnel als Verbindung zwischen Frankreich und Spanien gegraben. Er ist einer der sichersten Straßentunnel Europas. Wegen der anschließend schlechten Straßenverhältnisse auf französischer Seite soll er jedoch unterhalb des prognostizierten Verkehrsaufkommens genutzt werden.

#### Festung Col de Ladrones
Eine weitere Verteidigungsanlage, die im 18. Jahrhundert errichtet und um 1900 erneuert wurde. Sie liegt malerisch oberhalb des Ortes im Col de Ladrones und befindet sich in sehr schlechtem Zustand.

#### Bahnhof

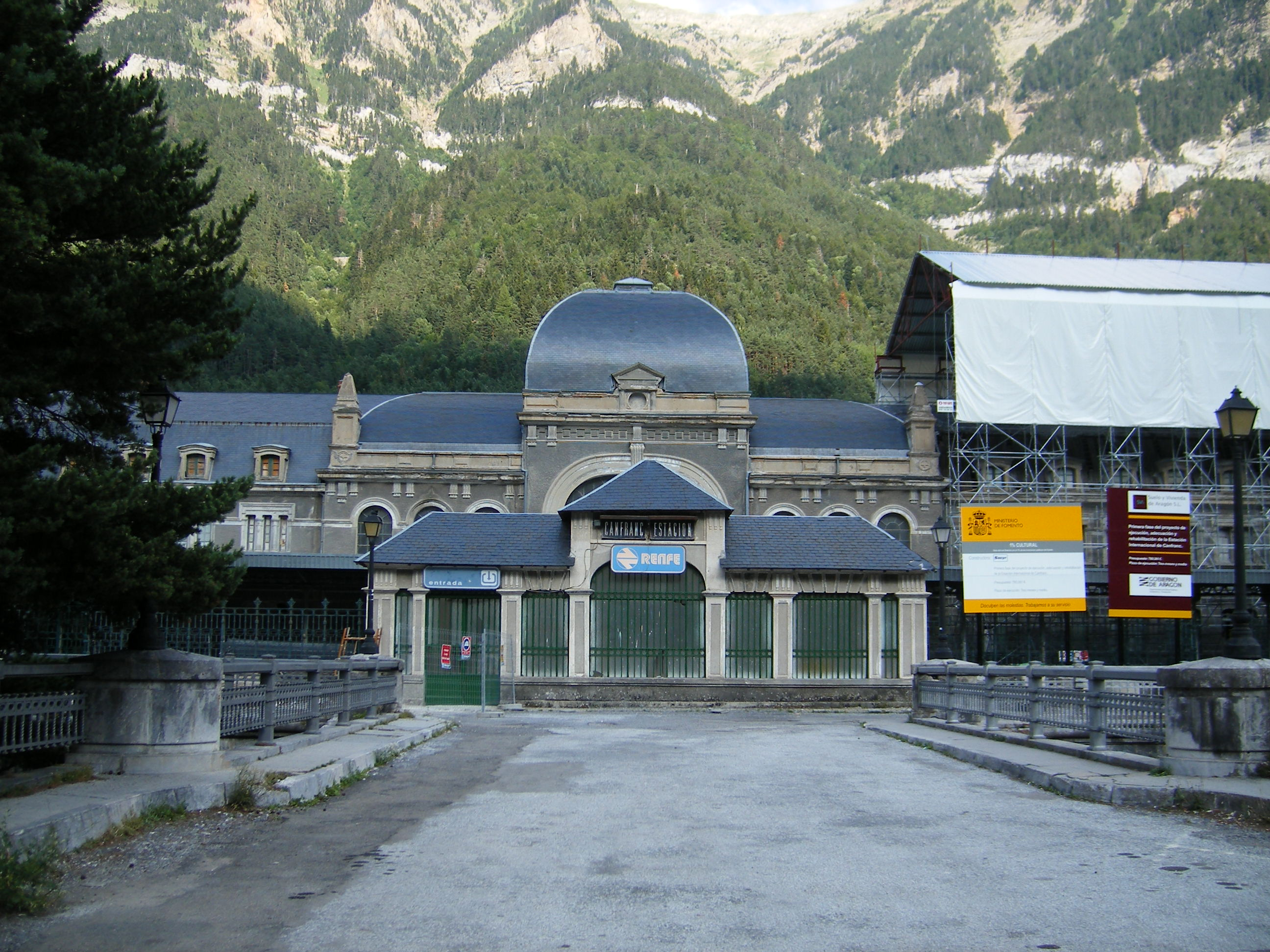
Teilansicht des Bahnhofs

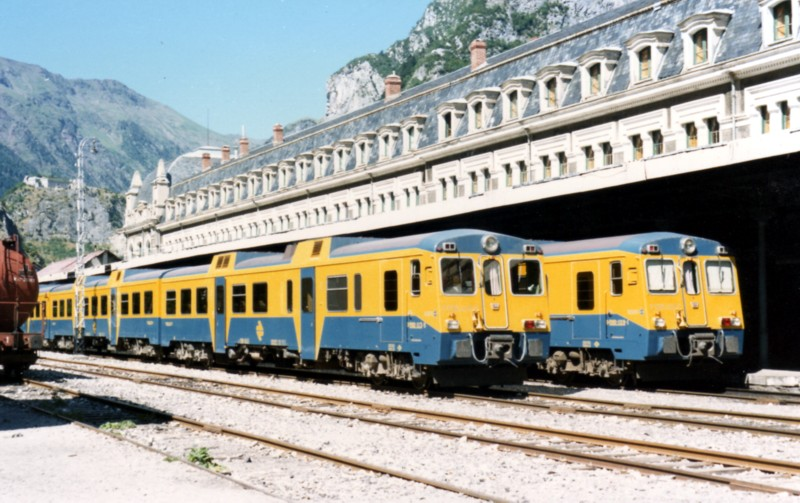
Regionalzüge im Bahnhof Canfranc Estación

Wichtigste Sehenswürdigkeit Canfrancs ist dessen Bahnhof, der als Teil der Bahnstrecken Pau–Canfranc und Saragossa–Canfranc geplant wurde. Der Bahnhof war während des Zweiten Weltkrieges Hauptumschlagort für Raubgold, das von Nazideutschland an Spanien und Portugal für kriegswichtige Rohstoffe wie Wolfram bezahlt wurde.

## Bevölkerung
| Jahr      | 1991 | 1996 | 2001 | 2004 | 2007 |
| --------- | ---- | ---- | ---- | ---- | ---- |
| Einwohner | 486  | 509  | 532  | 564  | 672  |